# Estação Santa Anita
A Estação Santa Anita é uma das estações do Metrô da Cidade do México, situada na Cidade do México, entre a Estação Jamaica, a Estação La Viga e a Estação Coyuya. Administrada pelo Sistema de Transporte Colectivo, é uma das estações terminais da Linha 4, além de fazer parte da Linha 8.
Foi inaugurada em 26 de maio de 1982. Localiza-se no cruzamento do Eixo 2 Oriente com a Avenida Coyuya. Atende o bairro Santa Anita, situado na demarcação territorial de Iztacalco. A estação registrou um movimento de 3.236.012 passageiros em 2016.